# 阿斯哈特·日特克耶夫
阿斯哈特·日特克耶夫（Askhat Zhitkeyev，1981年4月13日—）是一名哈萨克斯坦男子柔道运动员。他曾参加2000年、2004年和2008年三届奥运，其中在2000年悉尼奥运担任哈萨克斯坦代表团开幕式旗手，在2008年北京奥运后的男子100公斤级项目的银牌。